# Grup de l'ambligonita
El grup de l'ambligonita és un grup de tres minerals de la classe dels fosfats que cristal·litzen en el sistema triclínic. Les tres espècies que formen part d'aquest grup són l'ambligonita, la qual li dona el nom, la montebrasita i la tavorita.
| Espècie      | Fórmula         |
| ------------ | --------------- |
| Ambligonita  | LiAl(PO₄)F      |
| Montebrasita | LiAl(PO₄)OH     |
| Tavorita     | LiFe3+(PO₄)(OH) |

Tradicionalment també s'ha inclòs a dins d'aquest grup la natromontebrasita, una espècie desacreditada per l'Associació Mineralògica Internacional des de l'any 2007 en ser considerada una barreja d'ambligonita, lacroixita i wardita.

## Classificació
Segons la classificació de Nickel-Strunz, les tres espècies del grup de l'ambligonita pertanyen a "08.BA: Fosfats, etc. amb anions addicionals, sense H₂O, només amb cations de mida mitjana, (OH, etc.):RO₄ sobre 1:1» juntament amb els següents minerals: triplita, zwieselita, sarkinita, triploidita, wagnerita, wolfeïta, stanĕkita, joosteïta, hidroxilwagnerita, arsenowagnerita, holtedahlita, satterlyita, althausita, adamita, eveïta, libethenita, olivenita, zincolibethenita, zincolivenita, auriacusita, paradamita, tarbuttita, barbosalita, hentschelita, latzulita, scorzalita, wilhelmkleinita, trol·leïta, namibita, fosfoel·lenbergerita, urusovita, theoparacelsita, turanita, stoiberita, fingerita, averievita, lipscombita, richel·lita i zinclipscombita.

## Jaciments
Els minerals del grup de l'ambligonita, tot i no tractar-se d'espècies gens comunes, han estat descrita a tots els continents del planeta a excepció de l'Antàrtida. Als territoris de parla catalana ha estat descrita la montebrasita en tres indrets: a la serra de l'Albera, als Pirineus Orientals; al camp de pegmatites de Cotlliure, al districte de Ceret (Pirineus Orientals); i al Cap de Creus, a l'Alt Empordà.